# KS X 1005
KS X 1005, intitulé 국제 문자 부호계(UCS) 제1부 : 구조 및 기본 다국어 평면 (en coréen Jeu universel de caractères codés (JUC) – Partie 1 : Architecture et plan multilingue de base), est une norme sud-coréenne de codage des caractères publiée en 1995, équivalente nationale de l’ISO/CEI 10646-1:1992 (ou Unicode 2.0) . Elle était nommée KS C 5700 avant 1998. En 2006, elle est remplacée par la norme KS X ISO IEC 10646.